# Nakiri bōchō

(b) lame ryōba (a) lame kataba pour droitier (c) lame kataba pour gaucher (le couteau est ici un deba bōchō)

Un nakiri bōchō (菜切り包丁, 菜切り包丁, « couteau pour la coupe des légumes verts ») et le usuba bōchō (薄刃包丁, 薄刃包丁, « couteau fin »)
sont des couteaux destinés à la découpe des légumes.
Leur forme est différente de celle des deba bōchō : ils ont une lame droite permettant de couper sur toute la longueur de celle-ci, sans déplacement supplémentaire horizontal ou vertical. Les nakiri bōchō comme les usuba bōchō sont aussi beaucoup plus minces que les deba bōchō, pour pouvoir faire passer la lame au travers d'un légume sans le casser.
Les nakiri bōchō sont des couteaux qui sont utilisés dans les foyers japonais et ils ont habituellement une lame noire. La forme des nakiri bōchō change suivant la région où il a été fabriqué, les couteaux de Tokyo étant rectangulaires, tandis que ceux d'Osaka sont appelés respectivement kamagata nakiri et kamagata usuba et ont un angle arrondi.
Les lames des nakiri bōchō sont à double tranchant (ryōba) et sont donc efficaces pour couper de fines tranches.
L'usuba bōchō est plutôt utilisé par les professionnels ; la forme de la lame est différente de celle des nakiri bōchō, n'ayant qu'un seul tranchant (kataba). Les kataba de haute qualité montrent une légère dépression du côté plat.
Le kataba permet une meilleure coupe et de réaliser de plus fines tranches mais demandent une dextérité accrue. Le côté tranchant est habituellement le côté droit pour les droitiers et inversement pour les gauchers. L'usuba bōchō est aussi plus lourd que le nakiri bōchō, mais plus léger que le deba bōchō.